# Papa Julije
Julije je ime trojice papa:
- Julije I. (337. – 352.)
- Julije II. (1503. – 1513.)
- Julije III. (1550. – 1555.)